# Saint-Bonnet-de-Salers
Saint-Bonnet-de-Salers – miejscowość i gmina we Francji, w regionie Owernia-Rodan-Alpy, w departamencie Cantal. Nazwa miejscowości pochodzi od imienia św. Boneta.
Według danych na rok 1990 gminę zamieszkiwały 402 osoby, a gęstość zaludnienia wynosiła 12 osób/km² (wśród 1310 gmin Owernii Saint-Bonnet-de-Salers plasuje się na 467. miejscu pod względem liczby ludności, natomiast pod względem powierzchni na miejscu 162.).